# Lirceus hoppinae
Lirceus hoppinae és una espècie de crustaci isòpode pertanyent a la família dels asèl·lids.

## Subespècies
- Lirceus hoppinae hoppinae (Faxon, 1889)
- Lirceus hoppinae ouachitaensis (Mackin & Hubricht, 1938)
- Lirceus hoppinae ozarkensis (Hubricht & Mackin, 1949)[3][6]

## Distribució geogràfica
Es troba a Nord-amèrica: Arkansas i Oklahoma (els Estats Units).